# La lotería en Babilonia
La lotería en Babilonia es un cuento del escritor argentino Jorge Luis Borges incluido en el libro Ficciones. Fue publicado por primera vez en el año 1941 en la revista Sur.
La lotería en Babilonia describe la evolución de la institución de la lotería en el antiguo reino. En principio ofrecía premios pecuniarios a las personas que podían participar, pero crece en complejidad por interés de los mercaderes y los usuarios del sorteo, hasta ser gobernado por una Compañía que decide la suerte de todos los hombres. El paso del tiempo aporta a la vez misterio y poder a la Lotería, cuyos límites y sentido sólo se pueden conjeturar, dado el secretismo.
La vida en Babilonia se organiza en torno al riesgo, la incertidumbre ante lo que depara la suerte o lo que la Compañía decida, lejos de un orden de causas y efectos. El texto cierra con especulaciones sobre el alcance de la organización, aunque concluye desestimando los intentos por encontrar explicaciones, ya que, de cualquier forma, «Babilonia no es otra cosa que un infinito juego de azares».
- Datos: Q2283867